# オウ・ベイブ
「オウ・ベイブ」（Oh Babe, What Would You Say）は、音楽プロデューサーのノーマン・スミスが“ハリケーン・スミス”名義で1972年に発表した楽曲。Billboard Hot 100で3位、キャッシュボックスで1位を記録した。

## 概要
スミスがジョン・レノンに歌わせるつもりで書いた「太陽を消さないで」は、ミッキー・モストの助言により自分で吹き込むことになり、1971年に“ハリケーン・スミス”名義で発売した。「太陽を消さないで」は全英シングルチャートの2位を記録する予想外のヒットとなり、スミスは同年9月に2枚目のシングル「Write the Music, Sing Your Song」を発表した。それに続いて書かれたのが本作品であった。スミスはこう述べている。
なお、レコードのクレジットには妻のアイリーン・シルヴィア・スミスの名が記載されている。
1972年3月30日、シングルとして発売。編曲もスミスが行った。
Billboard Hot 100で3位、キャッシュボックスで1位、全英シングルチャートで4位、カナダで3位、アイルランドで10位、ニュージーランドで9位を記録した。

## カバー・バージョン
- キャス・エリオット - 1972年のアルバム『The Road Is No Place for a Lady』に収録。
- ニニ・ロッソ - 1972年のシングル。
- フレッド・ボングスト - 1972年のアルバム『Alla mia maniera N. 2』に収録。イタリア語詞。タイトルは「Se ci sta lei」。
- ライザ・ミネリ - 1973年のアルバム『The Singer』に収録。